# 五所川原税務署襲撃事件
五所川原税務署襲撃事件（ごしょがわらぜいむしょしょしゅうげきじけん）とは、1952年11月19日に青森県で発生した事件。

## 事件の概要
1952年11月19日、仙台国税局は警察の協力を得て、青森県北津軽郡板柳町周辺の在日朝鮮人が経営する密造酒工場を摘発し、証拠物件（密造酒約100石、酒粕約400貫、その他容器約200点など）を押収、酒税法違反として45名を検挙した。また、摘発を妨害したとして、在日朝鮮人7名を公務執行妨害の現行犯で逮捕した。
その後、在日朝鮮人は「生活権の保障」と「職の斡旋」を要求し、国警板柳地区警察署と五所川原税務署に連日抗議活動を行った。11月26日には約60名が五所川原税務署に押しかけて署内に乱入し、署内を占拠する事態にまで至っている。